# N37 (Niger)
Die N37 oder RN37 ist eine hochrangige Straße vom Typ Nationalstraße (französisch route nationale) in der Region Maradi in Niger.

## Verlauf und Charakteristik
Die N37 ist insgesamt 129,6 Kilometer lang. Sie beginnt im Gemeindehauptort Kornaka als Abzweigung von der N30. Nach dem Gemeindehauptort Maïyara quert sie das Trockental Goulbin Kaba und verläuft durch das Dorf Dan Maïro. Dort kreuzt sie die zwischen Bader Tanko und Saé Saboua verlaufende Landstraße RR4-003. Nach dem Dorf Koren Habdjia erreicht die N37 das Dorf Kotaré. Im bisherigen, ersten Streckenabschnitt handelt es sich um eine einfache Erdstraße.
Nach Kotaré ist die N37 unterbrochen beziehungsweise über die in Tchadoua beginnende und in Belbédji endende N19 mit ihrem zweiten Streckenabschnitt verbunden. Dieser beginnt in der Stadt Mayahi. Nunmehr ist die N37 als moderne Erdstraße ausgebaut. Sie führt durch das Dorf Digaba, den Gemeindehauptort Kanan-Bakaché und das Dorf Raba. Sie endet im Stadtgebiet von Tessaoua, wo, bevor sie in die N1 mündet, noch links die N40 abzweigt.